# Open University
Open University je největší[zdroj?] světová distanční (multikanálová) univerzita. V současné době[kdy?] na ní studuje asi 200 000 lidí v 50 zemích.

## Historie a studijní model
Open University byla založena v roce 1969 na zakázku britské vlády s cílem zpřístupnit špičkové vzdělání lidem, kterým pracovní povinnosti nebo životní situace neumožňují pravidelně dojíždět do školy (dálkové studium nebylo pokládáno za prakticky použitelnou alternativu). První studenti nastoupili v roce 1971. Během 70. let se stabilizoval systém výuky a rostl počet studentů. Mohutným impulzem k dalšímu rozvoji byl nástup internetu. Vznikl tak systém výuky, v němž hrají hlavní roli:
- cvičebnice speciálně psané pro tento studijní styl
- osobnost tutora, jakéhosi osobního kouče, který je přidělen každému studentovi
- on-line aktivity
- řízená interakce mezi spolužáky (většinou rovněž on-line).

## Současnost
V současné době[kdy?] se na Open University vyučují prakticky všechny obory (kromě medicíny). V žebříčku vydaném v roce 2005 předstihla úroveň výuky o jednu příčku denní studium univerzity v Oxfordu. Škola také pravidelně vítězí v žebříčcích spokojenosti britských studentů. Zároveň však roste podíl studentů žijících mimo Velkou Británii – roste zejména počet studentů v Číně, Japonsku a dalších zemích jihovýchodní Asie. Aby tuto globální expanzi podpořila, zakládá Open University lokální podpůrná centra v dalších částech světa (většina evropských zemí, Čína, Japonsko, Jižní Afrika, USA atd.). Nejaktivnější je v tomto směru manažerská fakulta – OU Business School, která se tak postupně stala největší manažerskou školou v Německu, Rakousku a některých dalších evropských zemích a největším světovým vydavatelem titulu MBA.

## Přítomnost v Česku
V České republice je aktivně přítomna manažerská fakulta The Open University – OU Business School.